# Jacques de Cysoing
Jacques de Cysoing est un trouvère franco-flamand de la fin du XIIIe siècle. Il est l'auteur de neuf chansons qui ont survécu, toutes avec leurs mélodies.

## Repères biographiques
Probablement né dans une famille noble flamande à Cysoing, fils cadet de Jean III, seigneur de Cysoing (1222-1243) et de Marie de Bourghelles, frère de Arnoult Ier de Cysoing (1243-1257). Jacques semble avoir vécu sous le règne de Guy de Dampierre, comte de Flandre (1251-1305), à qui il a adressé son sirvente Li nouviaus tans. Jacques fait référence à d'autres évènements comme la bataille de Mansourah en 1250 dans l'une de ses chansons. Une référence à Jacques de Cysoing est faite dans un envoi de Thomas Herier dans le troisième quart du XIIIe siècle.
Toutes les compositions musicales de Jacques de Cysoing sont en forme ABABx et ne sont préservées que dans quelques manuscrits dont le manuscrit fr 844 de la bibliothèque nationale, dit "Le chansonnier du roi" ou "Manuscrit du roi".
La chanson Nouvele amour existe en huit versions différentes.

## Œuvres

### chansons
- Contre la froidour, R.1987, T XII, no.1132
- Li nouviaus tans que je voi repairier, R.1305, T VIII, no.739
- Li tans d'esté ne la bele saisons, R.1912, T XII, no.1095
- Nouvele amour qui m'est ou cuer entree, R.513, T IV, no.298/1
- Quant foille vers et flors naist sor la branche, R.256, T III, no.151
- Quant la saisons del dous tans se repaire, R.179, T II, no.103
- Quant l'aubespine florist, R.1647, 1643a, T XI, no.950/1
- Quant recomence et revient biaus estés, R.930, T VII, no.552

### chansons avec des refrains
- Quant la saisons est passee, R.536, T IV, no.308

Plusieurs de ces chansons ont été enregistrées par l' "Ensemble Syntagma"

## Sources
- Histoire de Lille
- Histoire de Villeneuve d'Ascq, Alain Lottin, Presses universitaires de Lille.
- Revue de la société historique et archéologique du Pays de Pévèle, 4me trimestre 1987
- The Grove dictionnary of music.
- Anthologie de chants de trouvères. Livre de poche, collection Lettres gothiques 4545.